# Грабовец (Торуньский повет)
Грабовец — деревня в гмине Любич Торуньского повета Куявско-Поморского воеводства в центральной части севера Польши.